# 趙大佑
趙大佑（1510年—1569年），字世胤，號方崖（又号方厓），浙江台州府太平縣人，軍籍，明朝政治人物。

## 生平
嘉靖十三年（1534年）甲午科浙江鄉試第七十二名舉人。嘉靖十四年（1535年）中式乙未科會試第十六名，登第三甲第十八名進士。授鳳陽府推官，十八年二月選廣東道監察御史，二十一年巡按贵州。历官南京大理寺右寺丞，三十二年十二月升大理寺右少卿，进左少卿，三十三年九月升都察院右佥都御史，三十五年七月升左副都御史，三十七年四月升刑部右侍郎，三十八年四月升左侍郎，四十年奉命覆勘伊王朱典楧不法事，七月升南京都察院右都御史，四十二年五月官至南京刑部尚書，四十四年五月请求回籍养病。
隆慶元年（1567年）四月起用原职，不久改南京兵部尚书参赞机务，八月以母老乞终养，三年正月卒。

## 著作
工书法，有晋人风骨。诗文温雅俊爽，有《燕石集》。

## 家族
曾祖趙堅；祖父趙崇賢，曾任知州；父趙相，母王氏。重庆下。弟大佃、大佶（嘉靖己酉举人）。